# カラヤゴム

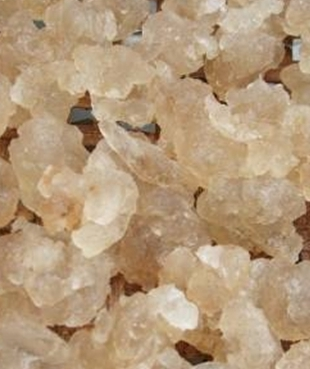

カラヤゴム(Gum karaya)は、ピンポンノキ属の木の滲出液から得られる天然ガムである。化学的には、カラヤゴムは、ガラクトース、ラムノース、ガラクツロン酸から構成される酸性多糖である。食品の増粘安定剤や乳化剤、また瀉下薬、入れ歯用接着剤として用いられる。さらに、物理的性質が似ているため、トラガカントの混ぜ物としても用いられる。食品添加物として、E番号416が与えられている。